# Histoire du livre

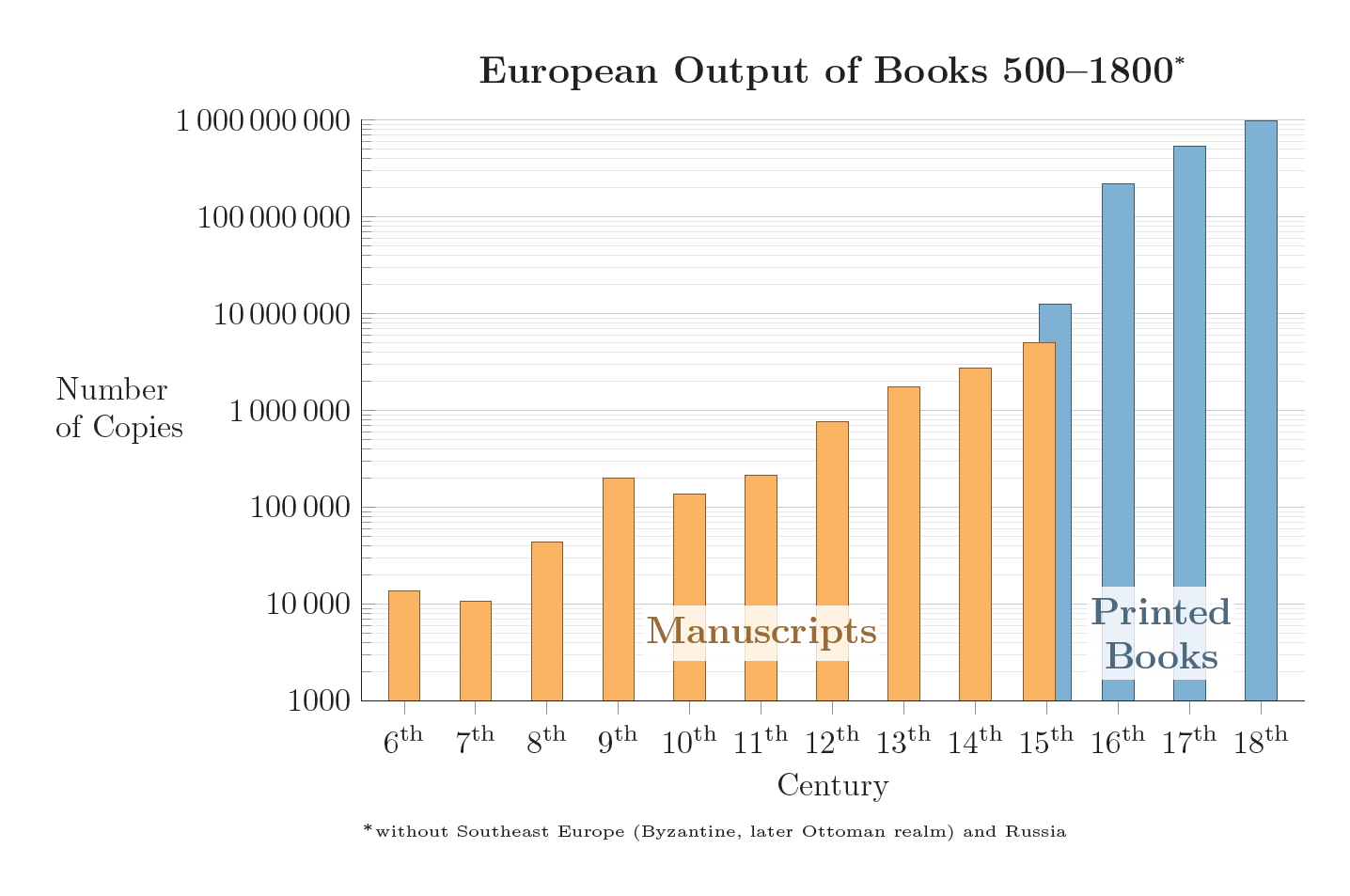
Entre le VIe siècle et le XVIIIe siècle, la production européenne de livres a été multipliée par un facteur de plus de 70 000. L'évènement clé fut l'invention de l’imprimerie à caractères mobiles par Gutenberg au XVe siècle.

L'histoire du livre est celle d'une suite d'innovations technologiques, commerciales et esthétiques qui ont permis d'améliorer la transmission des idées, l'accès à l'information, la conservation des textes, la portabilité et le coût de production. Cette histoire est intimement liée aux contingences politiques et économiques, à l'histoire des idées et des religions. Elle est étudiée en histoire dans les contributions historiographiques du livre.

## Origines

### Premiers supports

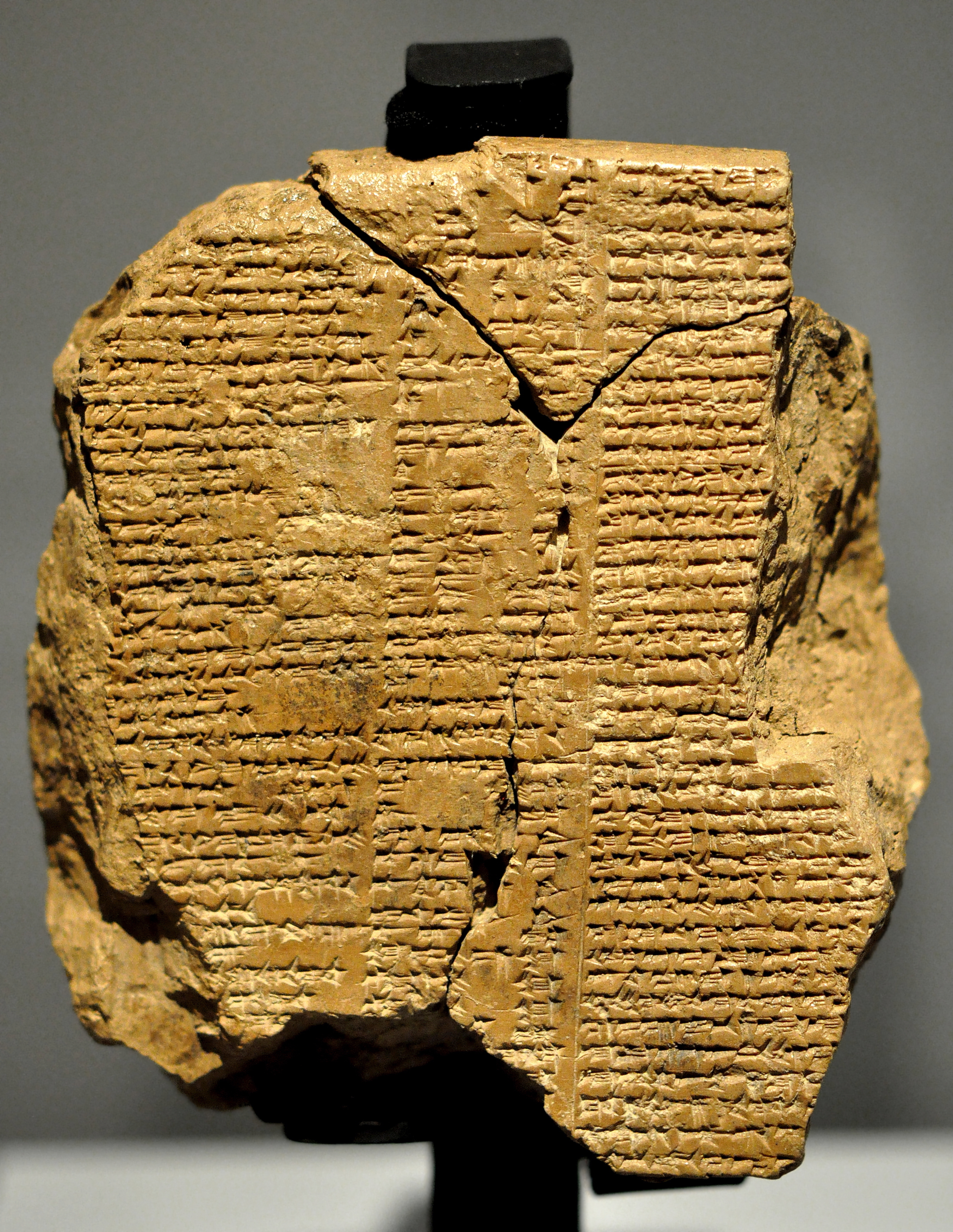
Une tablette de l'épopée de Gilgamesh, deuxième millénaire av. J.-C.

L'écriture est la condition de l'existence du texte et du livre. C'est un système de signes linguistiques permettant de transmettre et de conserver des notions abstraites. L'écriture semble s'être élaborée entre le IXe et le IVe millénaire av. J.-C., d'abord sous la forme d'images qui sont devenues des ensembles pictographiques par simplification. De là sont nés ensuite les idéogrammes, puis les signes phonétiques symbolisant des sons (syllabes ou lettres).
Mais le livre est également lié à son support, à la volonté humaine de donner une matérialité durable à un texte. La pierre pourrait être le plus ancien support de l'écriture. L'histoire de l'imprimerie en Extrême-Orient commence avec l'estampage de stèles gravées sur papier depuis la dynastie Han (206 av. J.-C. — 220 ap. J.-C.). Mais c'est le bois façonné en tablette à écrire, qui permet une grande diffusion du support livresque (xylographie qui se développe en Chine à la fin du VIIe siècle, diffusant des images d'abord sur tissu puis sur papier). Les mots biblos et liber ont d'ailleurs pour premier sens écorce intérieure d'un arbre. En chinois, l'idéogramme du livre est à l'image de tablettes de bambou. On a trouvé également des tablettes de bois sur l'île de Pâques.
On trouve ensuite des tablettes d'argile utilisées en Mésopotamie au IIIe millénaire av. J.-C. Le calame, un morceau de roseau de section triangulaire, sert à imprimer des caractères dans l'argile encore molle. C'est l'écriture des Assyriens et des Sumériens, en forme de coins, d'où le nom d'écriture cunéiforme. Les tablettes étaient cuites pour être solidifiées. À Ninive, 22 000 tablettes ont été retrouvées, datant du VIIe siècle av. J.-C. ; c'est la bibliothèque des rois d'Assyrie, qui disposaient d'ateliers de copistes et de lieux de conservation. Cela suppose une organisation autour du livre, une réflexion sur la conservation, le classement, etc.
La soie, en Chine, fut aussi un support de l'écriture. On écrivait à l'aide de pinceaux. Bien d'autres supports furent utilisés : os, bronze, poterie, écaille de tortue, etc. En Inde, par exemple, on utilisa des feuilles de palmier séchées. Tous les matériaux qui permettent de conserver et de transmettre un texte sont donc susceptibles de devenir des livres. Dans ce cas, le corps humain pourrait être aussi considéré comme un livre, avec le tatouage, et, si l'on admet que la mémoire humaine se développe ou se transforme avec l'apparition de l'écriture, il n'est peut-être pas absurde de penser que cette faculté fait de l'homme un livre vivant. Il est important de rappeler que pendant des siècles, de nombreux pans de la production textuelle et donc du savoir, passeront par l'oralité et la mémorisation : ainsi, sans parler du védisme, l'Iliade fut transmise par des aèdes.

### Le papyrus

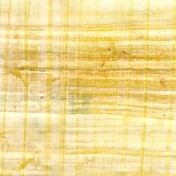
Papyrus.

Les tablettes ont été remplacées par des volumina, rouleaux de papyrus, plus légers et plus faciles à transporter. Ce sont les principaux supports de l'Antiquité, en Égypte, en Grèce et à Rome.

#### Production
Après avoir extrait la moelle des tiges, une suite d'opérations (humidification, pressage, séchage, collage, découpage) permettait d'obtenir des supports de qualité variable, les meilleurs étant utilisés pour les écritures sacrées. On écrivait avec un calame (tige de roseau taillée en pointe) ou avec des plumes d'oiseau. L'écriture des scribes égyptiens est appelée hiératique, ou écriture sacerdotale ; ce n'est pas l'écriture hiéroglyphique, mais une forme simplifiée, plus adaptée à l'écriture manuscrite (les hiéroglyphes étant généralement gravés ou peints).

#### Le livre en papyrus

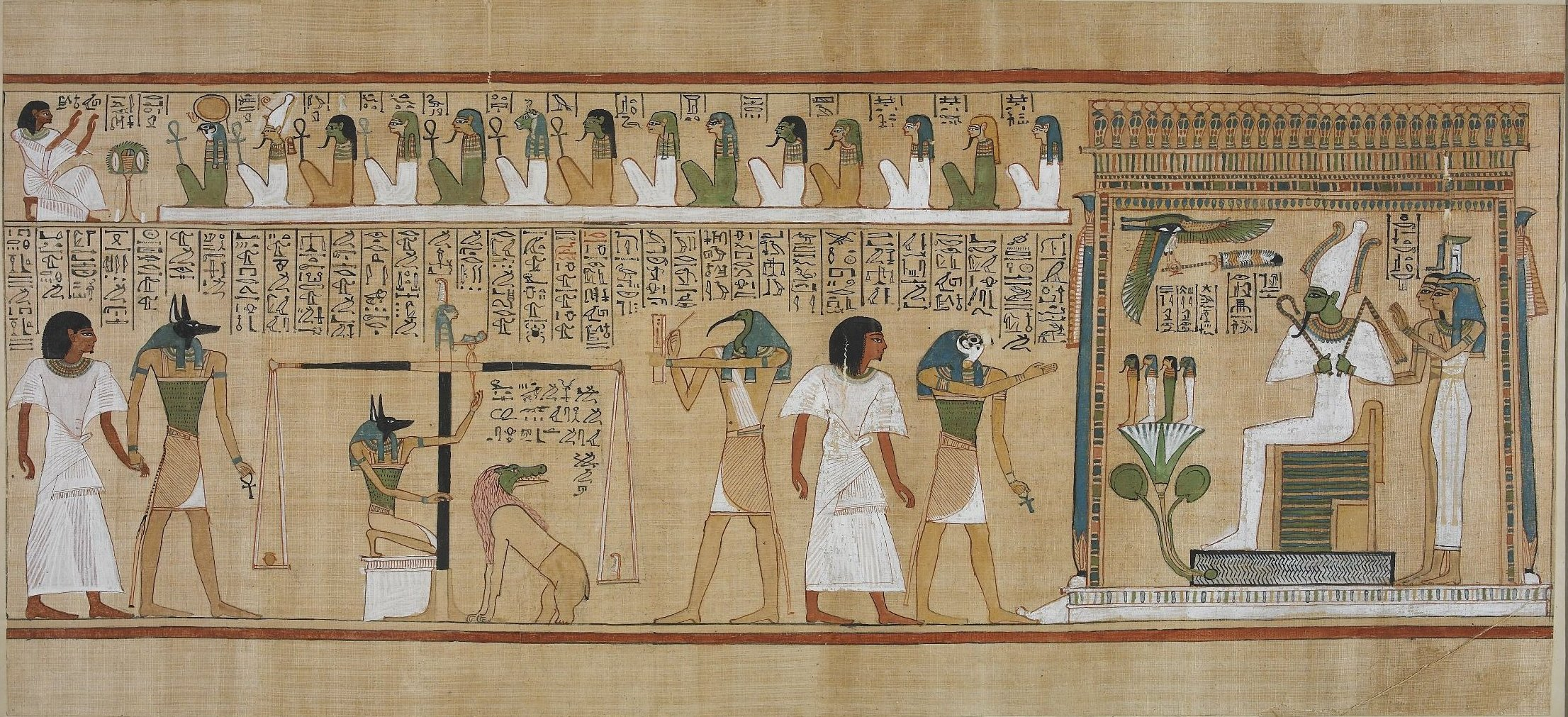
Papyrus égyptien.

Le livre en papyrus a une forme de rouleau, collage de plusieurs feuilles atteignant les 10 mètres. Certains livres dépassent les 40 mètres (chronique du règne de Ramsès III). Il se déroule de manière horizontale ; le texte est d'un seul côté, disposé en colonnes. Le titre était indiqué par une étiquette liée au cylindre pour enrouler le livre. Les livres en papyrus que nous avons viennent de tombeaux où on déposait des prières et des textes sacrés (Livre des morts, début du IIe millénaire av. J.-C.).
Ces exemples nous montrent que l'importance de retranscrire les valeurs politiques (histoire des pharaons) et religieuses (croyance à un au-delà) a probablement influencé l'évolution du livre en tant que support, tant par la quantité d'information à faire figurer (Papyrus en rouleau), que par le besoin de pérennité (amélioration de la conservation des textes).

### Le parchemin
Progressivement le parchemin remplaça le papyrus. La légende attribue son invention à Eumène II, roi de Pergame, d'où le nom de pergamineum qui a donné parchemin. Sa production commence vers le IIIe siècle av. J.-C. Réalisé à partir de peaux animales (mouton, veau, âne, antilope, etc.), il permet une meilleure conservation dans le temps ; plus solide, il permettait aussi d'effacer le texte (Palimpseste). C'était un support très cher, à cause de la rareté de la matière et du temps de préparation.

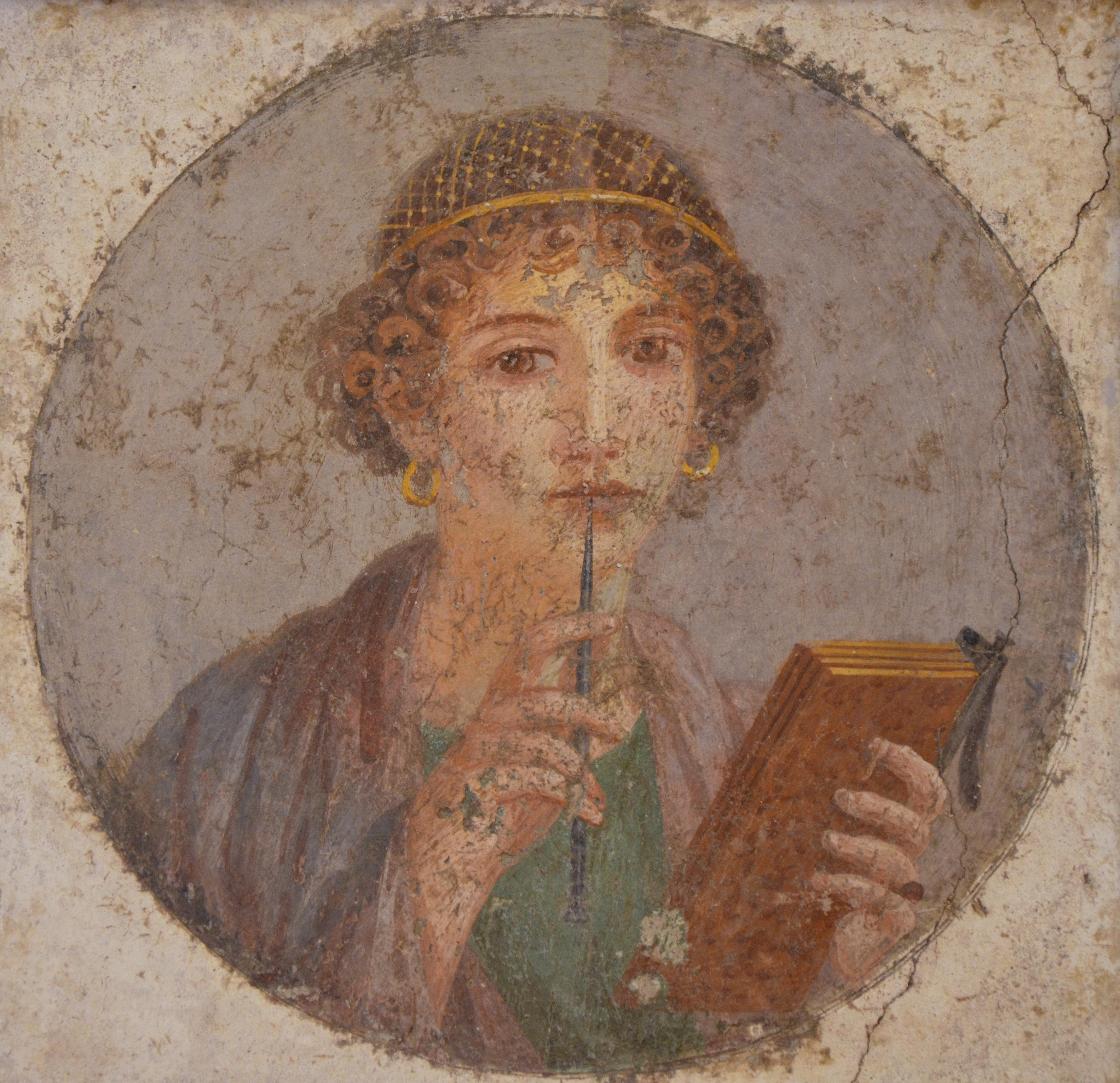
Fresque d'une femme de Pompéi avec des tablettes de cire en codex et un stylet.

### Grèce et Rome
Le rouleau de papyrus s'appelle volumen en latin, mot qui signifie mouvement circulaire, enroulement, spirale, tourbillon, révolution et enfin, rouleau de feuilles écrites, manuscrit roulé, livre.
Les Romains utilisaient aussi des tablettes de bois enduites de cire, où l'on pouvait imprimer et effacer des signes à l'aide d'un stylet, dont une extrémité était une pointe et l'autre une sphère. Ces tablettes de cire pouvaient être assemblées sous une forme proche du codex. Elles servaient par exemple pour apprendre l'écriture aux enfants (selon les méthodes évoquées par Quintilien dans ses Institutions Oratoires).

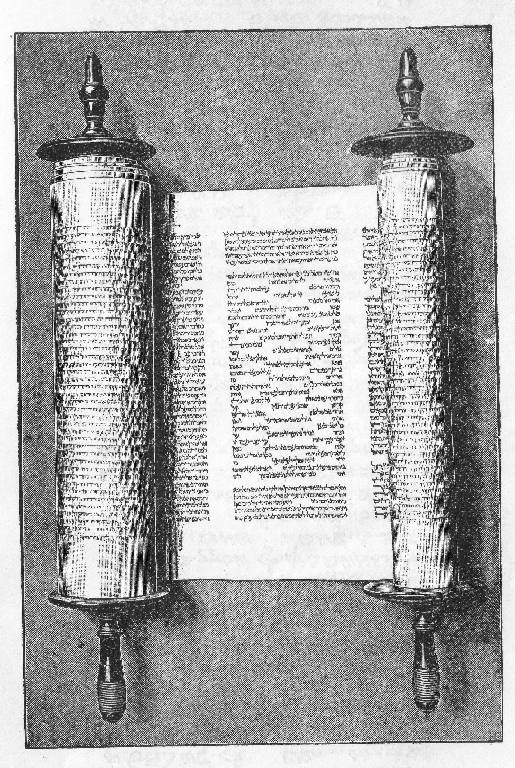
Rouleau de la Torah.

#### Description
Le volumen est enroulé autour de deux axes verticaux en bois. Il ne permet qu'un usage séquentiel : on est obligé de lire le texte dans l'ordre où il est écrit et il est impossible de poser un repère pour accéder directement à un endroit précis. Il est en cela comparable à nos vidéo-cassettes. Mais le lecteur a en outre les deux mains occupées à tenir les axes verticaux et ne peut donc pas écrire en même temps qu'il lit. Les seuls volumens encore en usage de nos jours sont les rouleaux de la Torah, dans les synagogues.

#### Culture du livre
Les auteurs de l'Antiquité n'avaient aucun droit sur leurs œuvres publiées ; il n'y avait ni droits d'auteurs ni droits d'éditeurs. Chacun pouvait faire recopier un livre, et même en modifier le contenu. Les éditeurs gagnaient de l'argent, et les auteurs y gagnaient surtout de la gloire : le livre rend son auteur immortel. Cela tient à la conception traditionnelle de la culture : un auteur se conforme à des modèles, qu'il imite en s'efforçant de les améliorer. Le statut de l'auteur n'est pas perçu comme un statut absolument personnel.
D'un point de vue politique et religieux, les livres furent très tôt censurés : ceux de Protagoras furent ainsi brûlés, parce qu'il niait que l'on pût savoir si les dieux existent. D'une manière générale, les conflits culturels entraînèrent d'importantes destructions de livres : en 303, l'empereur Dioclétien ordonnait de faire brûler les livres chrétiens ; et les chrétiens, à leur tour, détruisirent des bibliothèques. Ces pratiques sont courantes dans toute l'histoire de l'humanité. On voit quel peut être l'enjeu de ces luttes autour du livre : il s'agit de faire disparaître toute trace des idées de l'adversaire et de le priver ainsi de la postérité ou de l'immortalité qui faisait partie du sens de son œuvre. On frappe donc violemment un auteur quand on s'attaque à ses œuvres : c'est une forme de violence qui a peut-être plus d'efficacité que la violence physique.
Mais il y a aussi une forme de censure moins visible, mais tout aussi efficace, dans la mesure où le livre est réservé à une élite ; le livre n'est pas à l'origine un support de la liberté d'expression. Il peut servir à conforter les valeurs d'un système politique, comme à l'époque d'Auguste, empereur qui réunit habilement de grands écrivains autour de lui : c'est un bon exemple antique du contrôle d'un média par le pouvoir politique.

#### Diffusion et conservation du livre en Grèce
Nous n'avons pas beaucoup de renseignements concernant les livres en Grèce classique. Certains vases (VIe et Ve siècles av. J.-C.) représentent des volumina. Il n'y avait sans doute pas de commerce étendu du livre, mais il existait quelques emplacements consacrés à la vente.
La diffusion, la conservation et la réflexion sur le catalogage du livre et la critique littéraire se développent pendant la période hellénistique avec la création de grandes bibliothèques, répondant à un désir encyclopédique que l'on trouve déjà par exemple chez Aristote, et sans doute aussi pour répondre à des raisons de prestige politique :
- à Alexandrie, bibliothèque créée par Ptolémée Sôter et constituée par Démétrios de Phalère. Elle aurait contenu 500 000 volumes (dans la partie du Museion) et 40 000 au temple de Sérapis (Sérapeion). Le Museion est détruit partiellement en 47 av. J.-C. (voir bibliothèque d'Alexandrie).
- à Pergame, fondée par Attale Ier ; elle contenait 200 000 volumes qui furent déplacés au Sérapeion par Marc-Antoine et Cléopâtre, après la destruction du Museion. Le Sérapéion fut ensuite détruit en partie en 391 apr. J.-C. par les chrétiens, et les derniers livres disparaissent en 641 avec la conquête arabe.
- à Athènes, le Ptolemaion, qui prit de l'importance à la suite de la destruction de la bibliothèque d'Alexandrie ; la bibliothèque du Pantainos, vers le Ier siècle ; la bibliothèque d'Hadrien, en 132.
- à Rhodes, une bibliothèque tentant de rivaliser avec Alexandrie.
- à Antioche, une bibliothèque publique dont Euphorion de Chalcis fut directeur à la fin du IIIe siècle.

Les bibliothèques avaient des ateliers de copistes et l'organisation générale des livres permettait d'assurer les fonctions suivantes :
- Conservation d'un exemplaire de chaque livre ;
- Traduction (Bible des Septantes par exemple) ;
- Critique littéraire pour établir les textes de référence pour la copie (exemple : L'Iliade et L'Odyssée) ;
- Constitution de catalogues de livres ;
- La copie elle-même qui permettait de diffuser les livres.

#### Le développement de l'édition à Rome
L'édition du livre se développe à Rome au Ier siècle av. J.-C. avec la littérature latine influencée par l'hellénisme. Cette diffusion concerne surtout des cercles de lettrés. Ainsi Atticus est-il l'éditeur de son ami Cicéron. Mais le commerce du livre s'étend progressivement à tout l'Empire romain : il y a par exemple des libraires à Lyon. Le livre se diffuse donc grâce à l'extension de l'Empire qui implique l'imposition de la langue latine à un grand nombre de peuples (en Espagne, en Afrique, etc.).
Les bibliothèques sont privées ou créées à l'instigation d'individus. Jules César voulait par exemple en créer une à Rome : on voit là encore que la bibliothèque est un instrument de prestige politique.
En l'an 377, il y avait à Rome 28 bibliothèques, et on sait qu'il existait aussi de nombreuses petites bibliothèques dans d'autres villes. Malgré cette grande diffusion du livre, nous n'avons pas une idée très complète de l'activité littéraire dans l'Antiquité car des milliers de livres ont été perdus.

## Moyen Âge

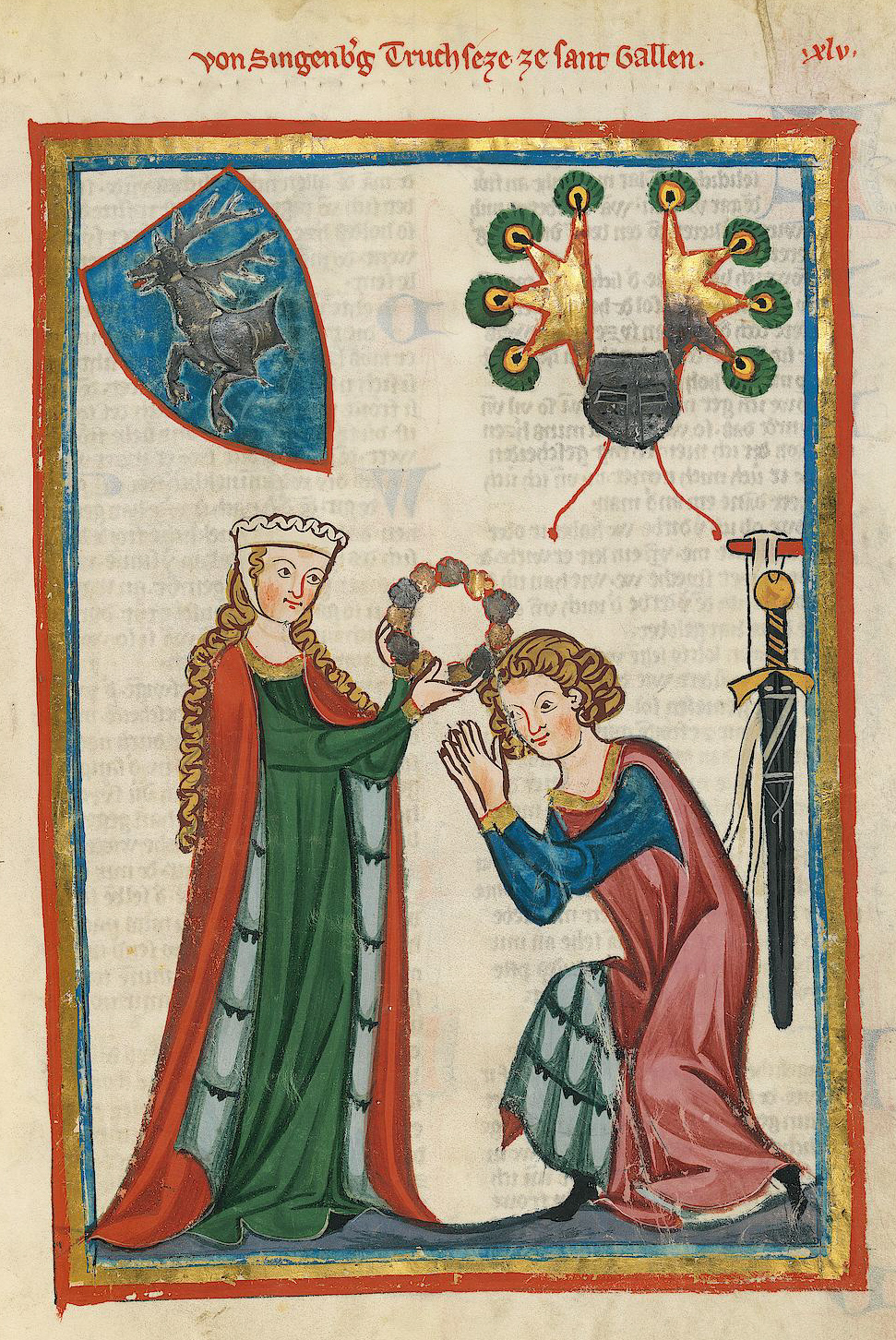
Le codex Manesse, un livre du Moyen Âge.

Si dans les premiers siècles suivant la chute de l’Empire romain d'Occident en 476, le papyrus est encore facilement accessible dans les régions méditerranéennes ou sous l’influence de Byzance, l’obtention du papyrus devient de plus en plus difficile avec l’effondrement des réseaux économiques traditionnels. Le papyrus n’est pas un produit de l’Europe occidentale, celui-ci provient plutôt de milieu chaud et sec tel que l’Égypte. Par sa nature, il s’adapte mal au climat humide et la retranscription doit se faire rapidement pour éviter de perdre complète le contenu. Le parchemin vient alors remplacer en Occident l’usage qui est fait du papyrus. Bien que ce nouveau support à l’écriture s’adapte mieux à son climat, il demeure relativement dispendieux et long à produire; la préparation de la peau pouvant prendre plusieurs mois. La transition vers le parchemin s’effectue de manière progressive durant les premiers siècles du Moyen Âge. Selon des études récentes, son utilisation débute d’abord en France, en Angleterre et en Espagne vers 670 pour s’étendre progressivement à travers l’Occident durant les VIIIe et IXe siècles : la transition du papyrus vers le parchemin se termine vers la milieu du XIe siècle.
Le développement des villes et un contexte économique favorable encouragent alors le développement d’une classe bourgeoise. Cette dernière, mieux nantie que la population paysanne cherche de nouvelles sources de divertissements et se tourne naturellement vers la littérature. Ce nouvel intérêt soutient l’émergence de nouveau genre écrit, on observe une augmentation notable dans la mise à l’écrit de nombreuses chansons de geste issues de la tradition orale.
Le papier remplacera ensuite progressivement le parchemin. Moins cher à produire, il permet une diffusion plus large du livre.

### Le codex
À la fin de l'Antiquité (entre les IIe et IVe siècles), le codex va remplacer le volumen. Développé par les Romains et diffusé rapidement à travers le monde chrétien, le codex est composé de cahiers produits par le pliage de feuilles de parchemin, de papier et même de papyrus. C'est grâce à ce pliage que le format du codex est déterminé, en fonction de la taille désirée: un seul pli pour un format in folio, un second pli pour un format in quarto et un troisième pli pour un format in octo.
Le livre n'est donc plus un rouleau continu, mais un ensemble de feuillets reliés au dos. Ce changement entraîne plusieurs modifications bénéfiques à l'exercice de la lecture, notamment la possibilité de tourner les pages afin d'accéder directement à un endroit précis du texte. Le codex est également plus facile à poser sur une table, ce qui permettait au lecteur d'annoter les marges du texte lors de la lecture. La forme du codex s'améliora avec la séparation des mots, les majuscules et la ponctuation, qui permettent une lecture silencieuse, puis avec les tables des matières et les index, qui facilitent l'accès direct à l'information. Cette forme est tellement efficace, qu'elle est encore celle du livre, plus de 1 500 ans après son apparition.
La nouvelle présentation du texte dans les codex, tels que l'utilisation de ponctuation et l'ajout d'espace entre les mots, mène à un changement majeur qui se produit à travers la période médiévale : la lecture visuelle et individuelle vient remplacer la lecture orale et collective.Cette modification vient influencer la production littéraire, notamment avec la montée en popularité des livres d'heures au XIVe siècle.

### Le livre dans les monastères
De nombreux livres chrétiens furent détruits par ordre de Dioclétien en 304. Pendant les périodes agitées des invasions, ce sont les monastères qui vont conserver pour l'Occident les textes religieux et certaines œuvres de l'Antiquité. Mais il y aura aussi à Byzance d'importants centres de copie.
L’importance que prennent les monastères dans la culture manuscrite au Moyen Âge est considérable. Si du point de vue de l’historiographie traditionnelle le rôle de ceux-ci dans la retranscription laisse croire un certain dédain dans la culture ancienne, les travaux récents en histoire viennent nuancer les enjeux de la retranscription de ces documents. Les croyances sur lesquels se base l’Église catholique, principale religion en Occident, se transmettent sous la forme d’un livre : la Bible. Deux facteurs influencent alors la décision dans la retranscription des documents religieux plus que les textes anciens. D’une part, le coût matériel du parchemin. Si le papyrus est relativement peu couteux, il s’adapte mal au climat de l’Europe occidental. Le parchemin, réalisé à partir de peaux animales, nécessite l’entretien de cheptels afin d’obtenir la matière nécessaire à l’écriture. D’autre part, durant tout le Moyen Âge se développe la certitude de l’imminence de la fin du monde. Cette appréhension eschatologique s’exprime par la nécessité de convertir et de maintenir dans les bonnes pratiques la population afin de sauver leur âme lorsque viendra le jugement dernier. L’éducation de ces principes venant alors par l’enseignement de la Bible ou encore l’étude de la vie de certains Saints, le manque de support à l’écrit amène le besoin de choisir ce qui doit être retranscrit entre une hagiographie vieillissante et un texte ancien dépérissant sur les étagères.
Les monastères entrent alors dans la reproduction de ces ouvrages. La lecture y est une activité importante dans la vie quotidienne, qui se divise entre prière, travaux intellectuels et travaux manuels. On y retrouve ainsi des scriptoria (pluriel de scriptorium), où l'on copie et décore d’enluminures les manuscrits.

### Copie et conservation des livres

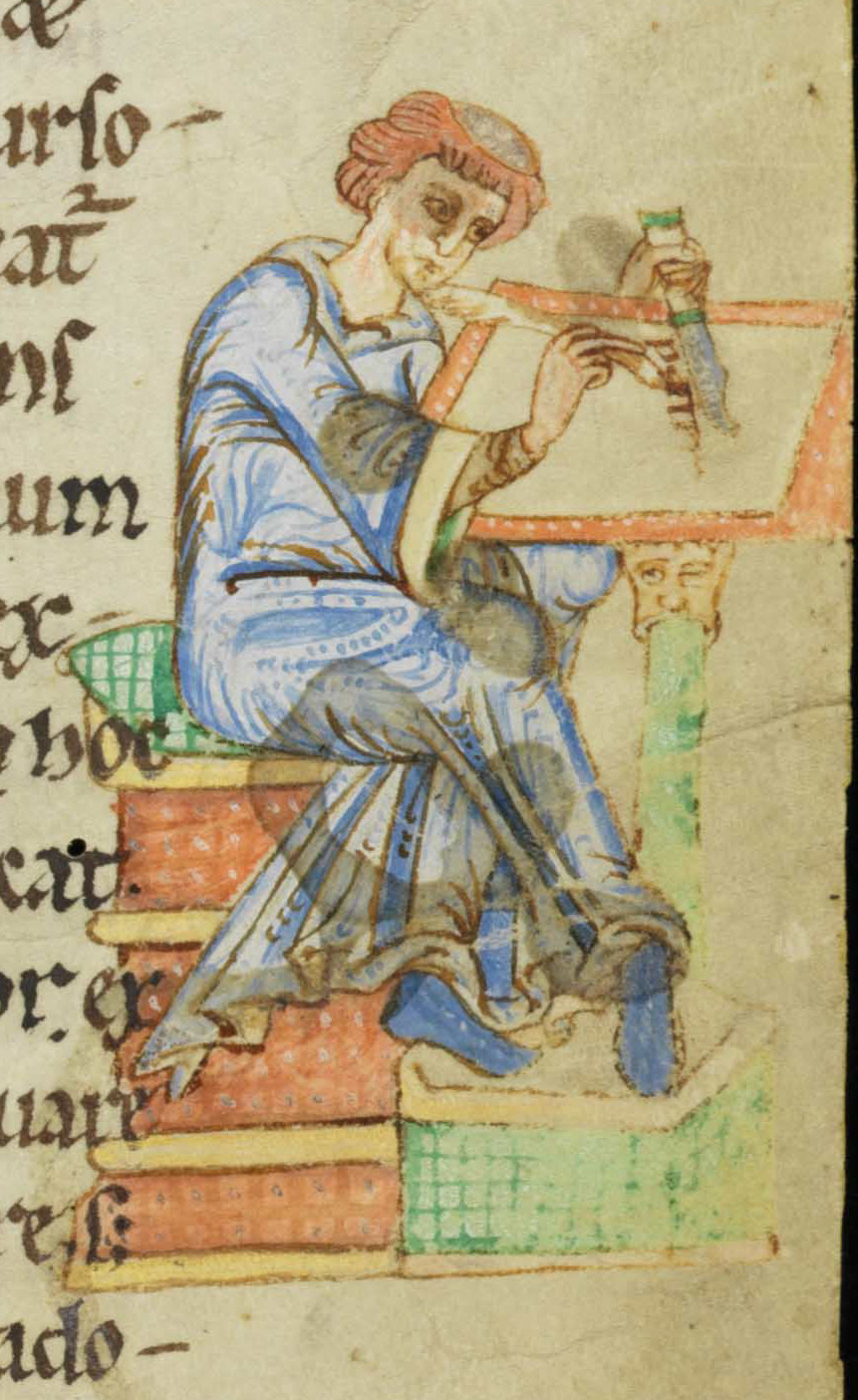
Moine écrivant. Détail de l'enluminure d'un Passionnaire, fin du XII, Codex Bodmer 127, fol. 2r.

Malgré cette ambiguïté, il reste que les monastères en Occident et l'empire d'Orient ont permis la conservation d'un certain nombre d'œuvres profanes, puisque des bibliothèques furent créées : par Cassiodore (Vivarium en Calabre, vers 550) ; ou par l'empereur Constantin Ier à Constantinople. Il y avait donc de nombreuses bibliothèques, mais la survie des livres dépendait souvent de la température ambiante et des luttes politiques et idéologiques, qui entraînèrent parfois des destructions massives ou des troubles graves dans l'édition (dispersion des livres, par exemple, pendant la querelle des iconoclastes entre 730 et 840).
À noter l'utilisation des livres de ceinture, du XIIIe au XVIe siècle, par les moines qui les portaient sur eux — parfois de région en région — tout en les protégeant du vol ou des intempéries.

### Production du livre
La fabrication d'un livre manuscrit au Moyen Âge est la culmination d'un long procédé nécessitant le savoir-faire de plusieurs artisans, faisant du manuscrit une œuvre collective. Le scribe débute son travail en traçant la réglure à la mine de plomb, permettant de délimiter les marges, les colonnes, le nombre de lignes et les espaces dédiés aux illustrations et lettrines. Une fois le texte écrit et révisé, l'enlumineur vient ajouter les éléments décoratifs au texte, non seulement à des fins esthétiques, mais aussi à des fins pédagogiques, les illustrations agissant en tant qu'explications du texte. Finalement, les pages parchemins sont reliées par le relieur, qui assemble les cahiers et les coud ensemble, prenant soin de respecter les réclames, le premier mot de la page suivante.
L'acte de copier des œuvres entraîne une mouvance du texte qui est caractéristique de la littérature médiévale. Deux manuscrits du même texte posséderont des variantes propres à leur contexte de production, les copistes intervenant de multiples manières dans la production littéraire, tels que la correction de fautes ou la modification du vocabulaire. De plus, les codex médiévaux sont généralement des recueils de textes, rassemblant plusieurs œuvres qui peuvent parfois être liées entre eux par un thème commun (les recueils de médecine, de fables, de poèmes) où n'avoir aucun lien.

#### Lescriptorium
Le scriptorium est le lieu de travail des moines copistes : les livres y sont copiés, décorés, reliés et conservés. L'armarius dirigeait les travaux et occupait la fonction de bibliothécaire.
Le rôle de copiste avait plusieurs dimensions : par exemple, grâce à ce travail, des œuvres circulaient d'un monastère à un autre ; la copie permettait aussi aux moines d'apprendre les œuvres et de perfectionner leur apprentissage religieux. En effet, ce travail laborieux faisait de la lecture du livre en même temps une écriture appropriative au service de Dieu. Le rapport au livre se définissait donc d'après le rapport intellectuel à Dieu. Mais si ces copies étaient parfois faites pour les moines eux-mêmes, il y avait aussi des copies sur commande, d'un autre monastère ou d'un grand personnage.
La fabrication du livre monastique ne répond pas à des impératifs économiques et commerciaux. Il s'agit avant tout de réaliser la plus belle œuvre possible, pour la plus grande gloire de Dieu.

### Transformation du livre à la fin du Moyen Âge

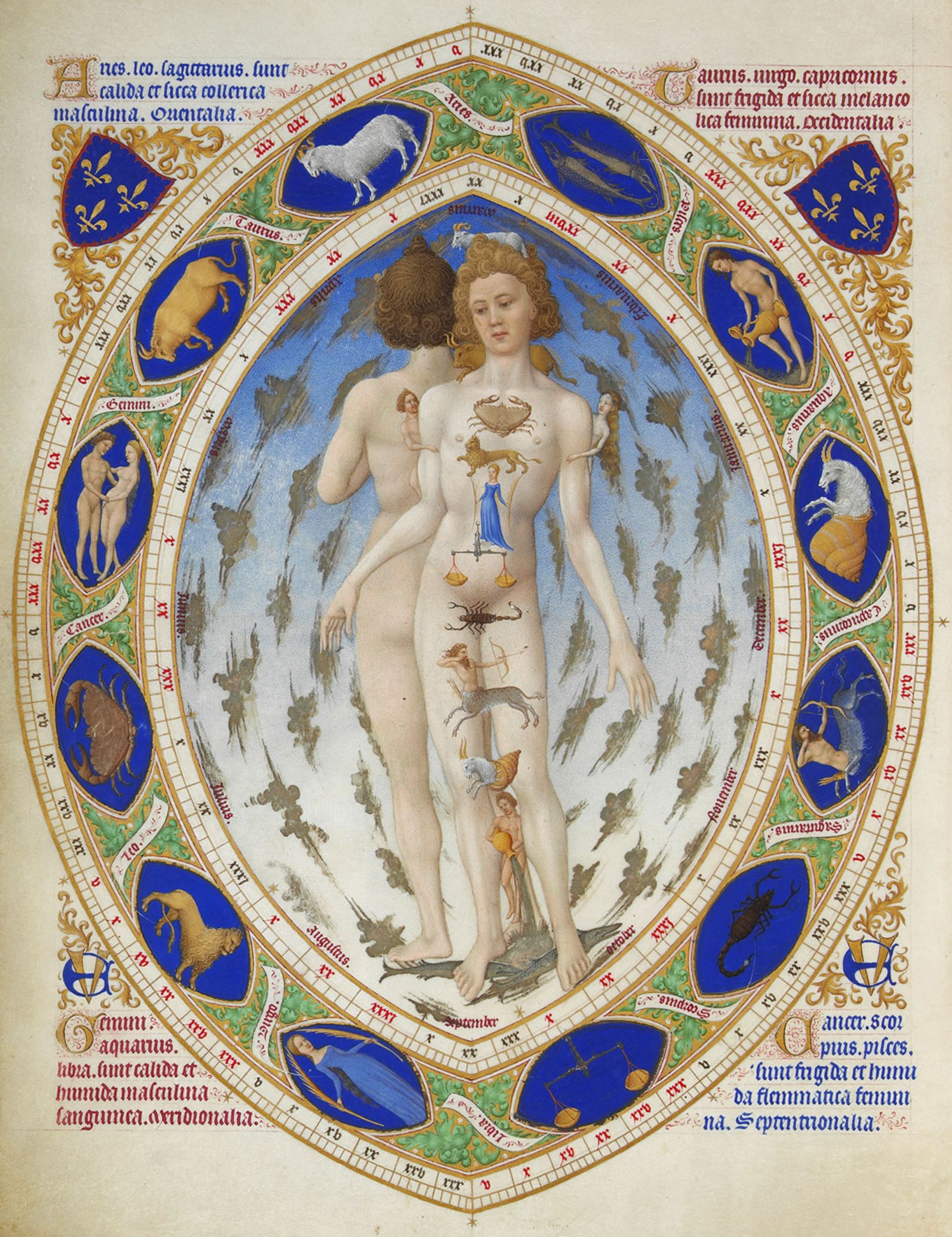
L'Homme zodiacal, enluminure conçue par les Frères de Limbourg pour Les Très Riches Heures du duc de Berry (musée Condé).

Au XIIe siècle, le renouveau des villes en Europe, lieux privilégiés de la production et des échanges matériels, commerciaux et intellectuels, change les conditions de production du livre et étend son influence, avec l'apparition des ateliers de copistes urbains, rompant avec le monopole monastique sur la culture écrite. Ce renouveau accompagne la renaissance intellectuelle de l'époque et correspond à ce que les historiens appellent la « période laïque » de l'histoire du livre à la fin du XIIe siècle. Ainsi, selon l'historien Albert Labarre, « les abbayes cessent d'être les seuls centres de vie intellectuelle ». Leurs scriptoria se spécialisent alors dans les manuscrits liturgiques et les ouvrages d'étude pour leur usage, ou parfois se muent en authentiques maisons d'édition et même, vers les années 1480 en France, en ateliers d'imprimerie.
Simultanément à cet essor urbain, les langues vernaculaires accèdent, entre les XIe siècle et XIVe siècle, à l'écrit, ce qui mène à une augmentation de la demande de la production de livres. Les plus nantis de la société laïque, tels que les aristocrates et les bourgeois vivant dans les villes, commanditent non seulement des traductions de livres écrits en latin, mais produisent aussi de nouveaux genre littéraires vernaculaires tels que le roman, la poésie lyrique et la chanson de geste. À l'instar de la lecture de textes latins, la lecture de textes vernaculaires est encore orale et collective jusqu'à la fin du Moyen Âge, la production de langues vernaculaires et des genres littéraires vulgaires étant intrinsèquement liés à la culture orale.

#### Le roman
C'est au XIIIe siècle que le roman fait son apparition, le terme désignant à l'origine la langue vernaculaire française, la langue romane, en opposition au latin. Vers 1150 apparaît l'expression « mettre en roman », faisant référence au choix de la langue, le terme roman état donc appliqué à tous les textes qui sont traduits en langue romane. À l'instar de la chanson de geste et de la poésie lyrique, le roman est un texte destiné à être lu et non chanté. Les prologues présents au début des textes ainsi que la présence du nom de l'écrivain insistent sur la matérialité de l'ouvrage, le roman revendiquant un statut d'oeuvre textuelle fixée par l'écrit. L'auteur médiéval Jean Bodel désigne dans sa Chanson des Saisnes les trois différentes « matières » qui composent l'univers de la littérature courtoise qui forme l'univers romanesque: la matière de France, la matière de Rome et la matière de Bretagne. Cette dernière est centrée sur le roi Arthur, donnant naissance aux romans de la table ronde et connue grâce aux ouvrages de Chrétien de Troyes.

#### Le livre en contexte urbain
Avec l'avènement des villes se développent les premières universités, ainsi qu'une nouvelle réalité de la production de livres. En raison du grand nombre d'étudiants demandant les mêmes ouvrages simultanément, les ateliers de copistes qui ouvrent à proximité des universités utilisent un nouveau système pour reproduire les textes demandés. Ce système est basé permet à un manuscrit de référence, ou exemplar, d’être partagé en plusieurs cahiers appelés pecie, permettant à un livre d'être prêtés à plusieurs étudiants ou copiés par plusieurs scribes simultanément, favorisant une production livresque plus efficace.
Le développement du commerce et de la bourgeoisie entraîne également une demande de textes spécialisés ou non (droit, histoire, romans, etc.). Et c'est à cette époque que se développent les lettres (poésie courtoise, romans, etc.). Le métier de libraire prend en conséquence une importance de plus en plus grande.
Il y a également des créations de bibliothèques royales, par exemple par saint Louis et Charles V, avec Gilles Mallet nommé « libraire du roi ». Des livres sont également rassemblés dans des bibliothèques privées, qui prendront une grande ampleur aux XIVe et XVe siècles. L'aristocratie et la grande bourgeoisie commerçante commandent des ouvrages magnifiquement illustrés.
C'est au XIVe siècle que se diffuse en Europe l'utilisation du papier. Ce support, moins cher que le parchemin, est venu de Chine par l'intermédiaire de la culture arabe (XIe et XIIe siècles en Espagne). Il servit surtout pour des éditions commodes, alors que le parchemin servit pour des éditions luxueuses comme le livre d'heures.

### Le livre en Orient

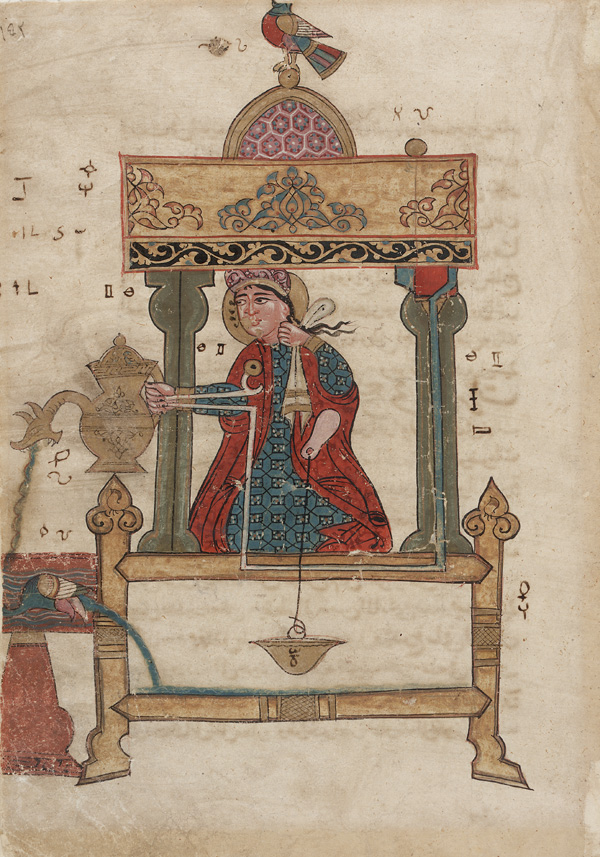
Illustration tirée du Kitab fi ma'arifat al-hiyal al-handasiya (Livre de la connaissance des procédés mécaniques) d'Al-Djazari conçu au XIIIe siècle (Smithsonian Institute).

#### Chine
Le livre (sur os, écailles, bois et soie) existe en Chine depuis le IIe millénaire av. J.-C. Le papier y fut inventé vers le Ier siècle. La découverte du procédé à base d'écorce de mûrier est attribuée à Ts'ai Louen, mais elle est peut-être plus ancienne. On reproduisait des textes à l'aide de sceaux gravés en relief. Au XIe siècle, un forgeron, Pi Cheng, inventa les caractères mobiles, mais cette technique fut peu employée, peut-être à cause de la qualité inadéquate de l'encre. Les Ouïgours, peuple du Turkestan, utilisèrent également cette technique.

##### Description
Plusieurs formes de livres ont existé dans la civilisation chinoise : les livres en rouleau, la gravure sur bois, les livres tourbillons, collage de feuilles par la tranche, et les livres papillons.

#### Inde
D'abord en Inde, puis dans les pays indianisés de l'Asie du Sud-Est, le support classique de l'écriture fut constitué par ce que l'on appelle les manuscrits sur ôles. Ces derniers sont constitués le plus souvent de lamelles de feuilles de palmier superposées. Elles sont percées d'un ou plusieurs trous qui permettent de glisser une cordelette le long de laquelle ces lamelles peuvent coulisser.

#### Civilisation islamique
Les musulmans apprirent au VIIIe siècle la fabrication du papier des Chinois et la firent connaître en Europe. Ils constituèrent d'impressionnantes bibliothèques. Ce sont les musulmans qui transmirent une importante partie des œuvres grecques en Europe. On en trouve un exemple avec la redécouverte des œuvres d'Aristote commentées par Avicenne, redécouverte qui donna lieu à de fortes disputes livresques entre Thomas d'Aquin et Siger de Brabant. Le roi Alphonse X de Castille permit la rencontre des trois cultures, celle de l'islam, de la chrétienté et du judaïsme, grâce à l'école de traducteurs de Tolède qu'il mit en place et qui eut un impact considérable sur la transmission des savoirs par le livre.

## Époque moderne

### La révolution Gutenberg
L'élaboration de nouvelles techniques d'imprimerie et de typographie par Gutenberg vers 1450 marque ce qu'on a considéré comme une véritable révolution du livre, qui est désormais reproduit à de nombreux exemplaires, mais reste à l'échelle artisanale. En effet, sur le moment, l'événement n'est pas une révolution en soi mais est en réalité une révolution technique et industrielle. Le livre n'est plus un objet unique, écrit ou reproduit à la demande. L'édition d'un livre devient une entreprise, nécessitant des capitaux pour sa réalisation et un marché pour sa diffusion. En contrepartie, le coût de chaque exemplaire baisse sensiblement, ce qui augmente peu à peu la diffusion du livre, dont l'expansion est cependant freinée par l'analphabétisme.
L'Église catholique est plutôt réticente lors de l'avènement de l'imprimerie du fait de la large opportunité de diffusion des idées. Cependant, cette révolution technique permet surtout une plus large diffusion de la Bible en latin. À l'inverse, la Réforme protestante mettra l'accent sur la diffusion d'une bible en langues vulgaires. Toutefois, les premiers « best-sellers » semblent s'affranchir du problème que constitue la langue latine, les imprimeurs mettant très tôt sur le marché des ouvrages en langue vernaculaire, comme le Calendrier des bergers ou La Chronique de Nuremberg, recueils d'anecdotes, de contes, d'informations pratiques, illustrés de gravures rehaussées parfois à la couleur. Il est utile de rappeler que la technique de la gravure sur bois a permis, quelques décennies avant Gutenberg, de diffuser dans toute l'Europe des savoirs religieux ou vulgaires.
Dès le milieu du XVe siècle, le livre conserve son format codex mais ce sont désormais des cahiers de papier qui sont cousus entre eux selon différents rapports de pliage (in-folio, in-quarto, in-octavo, etc.), tels que nous les connaissons aujourd'hui. Les livres imprimés avant le 1er janvier 1501 sont appelés incunables. Faire relier ces cahiers sous couverture dure coûte cher (cuir, ornements, etc.) et reste l'apanage d'une classe aisée.

### Diffusion de la presse à caractère mobile
Le point de départ se situe dans la vallée du Rhin, entre Mayence et Cologne. Des apprentis venant de toute l'Europe convergent vers ces villes pour acquérir la maîtrise de cette nouvelle technique. Ainsi, le flamand Colard Mansion, venu de Bruges, accompagné de l'anglais William Caxton, reviennent tous deux en leurs pays pour y diffuser l'imprimerie à caractère mobile ; ils seront les premiers à fabriquer des ouvrages en langue vernaculaire (française et anglaise). Lyon et Paris — autour de la Sorbonne avec entre autres Ulrich Gering — voient arriver des maîtres imprimeurs rhénans, qui formeront à leurs tours de nombreux apprentis. En Italie, c'est Venise qui voit Alde l'Ancien développer dès 1494 des techniques d'impressions qui vont faire école, à travers les productions novatrices des Presses aldines.
La typographie et l'imprimerie appellent de nombreux orfèvres : en effet, chaque caractère d'impression nécessite préalablement une gravure en creux, une matrice, dans laquelle viendra couler le plomb d'imprimerie ; par ailleurs, les ornements, les illustrations qui sont tirées à part, requièrent des mains expertes. Ce nouveau secteur économique n'est pas réservé aux hommes : une femme comme Charlotte Guillard sut dès 1520 s'imposer à Paris.

### Diffusion du livre: privilège, interdits et censure

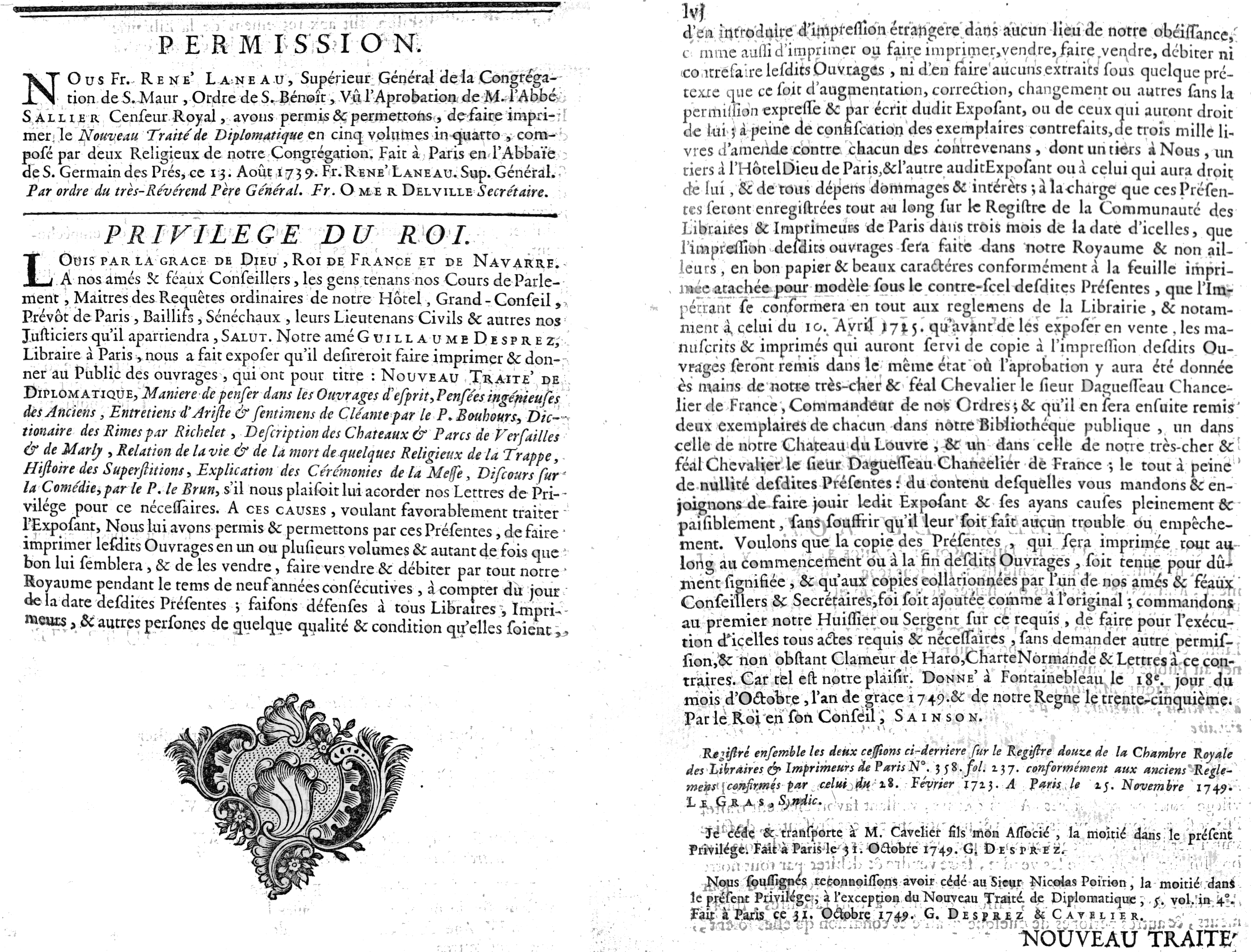
1750, Nouveau traité de diplomatique… de Tassin avec autorisation du supérieur général Laneau de st-Maur, du censeur royal Sallier et du privilège du roy délivré par Sainson.

Les premiers livres imprimés tombaient dans le domaine public dès publication sauf s'ils étaient protégés par un privilège délivré par une autorité compétente (politique ou religieuse) qui protégeait alors l'auteur mais surtout l'imprimeur-éditeur. Ce système est particulièrement efficace en France de 1480 jusqu'à la Révolution, il se double bien entendu d'un moyen de contrôle voire de censure. Le premier dépôt légal est institué en France en 1537.
En Espagne et en Italie, les débuts de l'expansion du livre sont marqués par des autodafés : par exemple, à Florence, en 1498, des bûchers de vanités livrent au feu de nombreux ouvrages ; à Rome, en 1559, l’Index institue la liste des ouvrages interdits. Cette période marquée par l'Inquisition catholique vise particulièrement le livre, mais, en face, la Réforme protestante n'est pas plus tolérante à l'égard de certains auteurs.

#### Naissance de l'auteur
Autour de l'année 1600, trois auteurs aujourd'hui considérés comme universels vont naître aux yeux du public, et ce, par la grâce d'éditeurs-libraires qui s'emploient à les publier, à rassembler leurs manuscrits, à les illustrer parfois et donc à en favoriser la diffusion : Montaigne (Essais, 1580), Cervantès (Don Quichotte, 1605) et Shakespeare (Folio, 1623). L'humanisme est alors à son apogée, et la « fonction-auteur » telle que la définit Michel Foucault émerge, non sans provoquer des réactions du côté de la censure : ainsi, les Essais seront mis à l'Index.

#### La question du droit d'auteur
Jusqu'à la fin du XVIIIe siècle, l'auteur d'un livre ne touche pas de pourcentage sur les ventes au sens où nous l'entendons aujourd'hui. Il ne peut compter que sur ses ressources propres (s'il finance l'impression), le mécénat (l'aide du roi, d'un prince ou d'une confrérie), et le règlement forfaitaire de l'éditeur-libraire qui achète le manuscrit suivant une somme négociée.
En Angleterre, en 1662, le Licensing Act permet aux éditeurs de s'unir sous la bannière de la Worshipful Company of Stationers and Newspaper Makers : à cette loi visant à contrôler la moralité des écrits, répond une sorte de syndicat des éditeurs et de la presse où va émerger l'idée de rémunérer les auteurs. Le 10 avril 1710, avec le Statute of Anne, naît à Londres la première loi véritablement fondatrice du droit patrimonial sur les œuvres artistiques. En France, il faut attendre la fondation, en 1838, de la Société des gens de lettres à l'imitation de la Société des Auteurs et Compositeurs Dramatiques (SACD) créée par Beaumarchais en 1777, qui s'inspire sans doute de la Lettre sur le commerce des livres (1763) de Diderot pour que le droit évolue en faveur de l'auteur.
Vingt ans plus tard, le philosophe Emmanuel Kant rappelle en substance dans ses Principes métaphysiques de la doctrine du droit (1798) que, :

« le livre est ainsi situé dans la classe des "mandats" et des contrats de location, et non d’aliénation. Le libraire agit au nom de l’auteur, dont la propriété n’est pas transférée, et non à sa place. Se trouvent ainsi fondés, tout ensemble, l’illégitimité des reproductions faites aux dépens du libraire éditeur qui a reçu mandat de l’auteur et le droit personnel de l’auteur, un droit unique et exclusif, inaliénable et imprescriptible, qui prévaut sur le droit réel attaché à l’objet, à l’"opus mechanicum" devenu propriété de son acheteur. […] Le livre est donc, à la fois, un bien matériel dont l’acheteur devient le propriétaire et un discours dont l’auteur conserve la propriété "nonobstant la reproduction". »

Dans le même mouvement, Fichte propose de distinguer, dans toute œuvre, sa forme écrite des idées qu'elle exprime. Les idées sont universelles et ne peuvent justifier d'appropriation personnelle, hors pour son auteur. La forme écrite, le livre, permet l'appropriation, seulement à titre d'usufruit ou de représentant, des idées de l'auteur. Selon Fichte, pour qu'un texte soit soumis aux droits de propriétés des choses par le biais du livre, il faut le détacher de toute matérialité.
Cette nouvelle importance accordée aux idées provoque l'évolution de la notion manuscrit. Jusque-là, il était réalisé par un copiste, à partir des écrits de la main de l'auteur. Ces derniers étant souvent jetés, car seul le manuscrit du copiste faisait foi dans le processus d'édition. Mais, à partir du moment où l'auteur est rémunéré pour ses idées, le texte écrit de sa main devient la preuve de l'existence et de la propriété de l'idée. Le manuscrit du copiste perd alors de l'importance jusqu'à disparaître, et seul le manuscrit de l'auteur fait foi dans le processus d'édition et dans l'établissement des droits.

### Les premiers formats populaires
Au tout début du XVIIe siècle, Troyes voit l'éclosion d'un nouveau format, la brochure, recouverte d'un papier bleu, et contenant des récits populaires, des histoires d'inspiration religieuse, des contes, des informations pratiques (saisons, récoltes, etc.) destinées à un lectorat rural et véhiculées par un système de colportage. La « Bibliothèque bleue » eut sans doute un impact considérable sur la diffusion du livre en France, tandis que dans d'autres pays européen, des formats similaires existaient. En Angleterre, le format populaire dit chapbook permet, dès la fin du XVIe siècle d'apporter dans les foyers des contes folkloriques ou des abrégés de grands classiques illustrés de gravures sur bois : là aussi, il s'agit d'un petit format de type brochure. De nos jours, l'on retrouve sous la forme du paperback (livre à couverture souple, réimpression) le format brochure populaire, tandis que le hardcover (livre relié avec couverture en dur, édition originale) vient en miroir des éditions autrefois reliées et destinées à un public fortuné : ces deux formats standards d'édition ne sont pas présents en France où la couverture souple l'a emporté.

### Liens entre premiers journaux et livre
Avant l'apparition du journalisme comme profession, ce sont surtout des écrivains ou hommes de lettres qui écrivent les articles de presse et ce jusqu'à la fin du XIXe siècle.

### Les encyclopédies: un impact politique
Si le mouvement encyclopédique est né en Angleterre et en Allemagne, son épanouissement a lieu en France avec la conception, la production et la bataille politique qui prend place autour de l’Encyclopédie dirigée par Diderot et D'Alembert entre 1751 et 1771. Avec cette « aventure éditoriale » le livre entre dans une ère pré-industrielle qui va culminer au XIXe siècle et que l'historien Roger Chartier qualifie de « livre triomphant », période qui débute en réalité au milieu du XVIIe siècle. Si l’Encyclopédie est un usuel, elle a toutefois un impact politique : d'un coût et d'un prix élevé, elle est néanmoins diffusée à travers les couches sociales de la petite et moyenne bourgeoisie qui s'ouvrent ainsi aux nouvelles idées, celles des Lumières.

### Illustrations et bibliophilie
Avec les moyens de l'imprimerie et la réduction de ses coûts d'exploitation, les univers de la bibliophilie et du livre illustré prennent un tournant significatif dès le milieu du XVIIIe siècle. En France, en Allemagne ainsi qu'au Royaume-Uni, le milieu de l'impression est en constante évolution, rendant accessible la diffusion d'ouvrages de types variés, allant des éditions d'ouvrages classiques illustrés aux ouvrages d'érudition (encyclopédies, dictionnaires, essais scientifiques illustrés). Un nouveau marché émerge, celui de l'estampe, qui capte non plus seulement l'aristocratie mais la bourgeoisie : dans cette perspective, le livre illustré devient un objet de convoitise, le signe d'une élévation dans l'échelle sociale. L'un des joyaux français de cette époque est l'édition des Contes et nouvelles en vers de La Fontaine dite des « Fermiers généraux ». En Grande-Bretagne, les œuvres de William Shakespeare, le Paradis perdu de John Milton, les Waverley Novels de Walter Scott donnent lieu à de somptueuses éditions. Le poète William Blake, de son côté, invente le livre d'artiste.

## Période romantique: finXVIIIesiècle-XIXesiècle
Malgré la détérioration des échanges entre les Îles britanniques et la France à la suite des campagnes napoléoniennes, l'importante activité des deux pays et l'exportation de leurs modes respectives témoignent des échanges interculturels, de la démocratisation du savoir et de la publication massive d'ouvrages illustrés, dont la dialectique est manifeste. Précédant la période d'anglophilie française appelée « entente cordiale » sous le règne du roi Louis-Philippe, ce partage interculturel émerge de façon significative. À l'automne 1816, on exporte à Paris le talent quelques graveurs sur bois anglais formés dans les ateliers de Thomas Bewick, de John Thompson, Ralph Beilby, et Allen Robert Branston tels que Charles Thompson (Londres 1791 - Bourg-la-Reine 1843) et John Martin (Londres c. 1791 - après 1839), lesquels propagent cette vague de bibliophilie issue à la fois de la demande du public et de la disposition des technologies telles que la gravure sur bois de bout et la gravure sur acier (développée plus avant vers 1823 par le graveur Thomas Goff Lupton 1791-1873).
Cette publication massive de livres tels que les ouvrages religieux pédagogiques destinés à l'éducation des jeunes protestants changent également la face du Royaume-Uni et de la Nouvelle-Angleterre (côte est américaine) avec ses parutions évangéliques (i.e. Stories from the Scriptures of the Old and New Testament, on an improved plan by the Rev. Bourne Hall Draper publ. John Harris, Londres, c. 1827-8, ré-éditions 1828 et 1833, les éditions gravées sur bois des Illustrations of the Bible de Richard Westall et John Martin, K.L.[Quoi ?], publ. en 1834-5 et ré-éditées jusqu'en 1875 par divers éditeurs, Scriptures Biography for the young, publ. Edward Churton, Londres, 1839-40, The Psalms and Hymns of the Rev. Isaac Watts, D.D… A New Edition with twenty-five designs by Martin and Westall, publ. Henry George Bohn, Londres, 1845, The Home Preacher or Church in the House publ. Rév. Norman Macleod et William Mackenzie, Londres, Édimbourg et Glasgow, c. 1868-71, Pictorial Sunday Readings publ. Londres et Boston, James Sangsters/Samuel Walker & Co., 1860-68 et ré-édité en 1870, etc.).
L'édition de petits recueils de poésie amateur appelés beaux livres, gift-books, livres d'étrenne, literary annuals ou keepsake fait également irruption dans le domaine bibliophile et littéraire européen en 1799-1800 avec la parution de l’Annual Anthology de Robert Southey (d'après le modèle allemand de l'Almanach de Gotha) pour finalement devenir à la mode dès 1823, lors de la publication du beau livre intitulé Forget Me Not, publié par l'éditeur et marchand d'art londonien Rudolph Ackermann (Stollberg 1764 - Londres 1834) jusque dans les années 1850. La publication massive de Bibles (King James Version aussi appelée « version autorisée ») fait également état de la progression de l'édition et de la forte vague d'évangélisme de la Grande-Bretagne des années 1830 à la décennie de 1870.
Des plus importants éditeurs de l'époque, notons entre autres Léon Curmer (1801-1870) et Ambroise Firmin-Didot (1790-1876) à Paris, Charles Knight (1791-1873), John Martin (Londres 1791 - Froxfield 1855), John Van Voorst (1804-1898), Charles Tilt (1791-1843) et John Murray (1778-1843) à Londres. Résultant d'une forte compétition dans le marché du livre illustré et du constant besoin d'innovation de ces éditeurs, le livre romantique devient ainsi, au contraire de l'incunable, un objet de collection abordable partageant les qualités de l'œuvre d'art et de l'objet littéraire par son illustration, le plus souvent reproduite par la gravure sur acier ou sur bois d'après des aquarelles ou huiles sur toile de maîtres anciens (ex : Veronese, Michelangelo, Raphaël, Titien, Rubens, etc.) ou d'artistes modernes et locaux (ex : John Constable, Joseph Wright of Derby, Philippe-Jacques de Loutherbourg, J. M. W. Turner et John Martin, K.L.[Quoi ?] 1789-1854, etc.).
Survient également vers les années 1820-30 la naissance des ouvrages topographiques illustrés issus de la vague orientaliste des premier et deuxième quarts du XIXe siècle. Répondant à une curiosité intellectuelle et un certain criticisme de profondeur (angl. biblical criticism), divers ouvrages illustrant la Terre Sainte (Jérusalem et ses environs) paraissent, notamment A Series of Prints Designed to Illustrate the New Testament (Baldwin & Cradock, 1822 -28), les Thomason’s Illustrations of the Holy Scriptures (Edward Thomason Jr., 1830), les Biblical Illustrations or A Descriptions of Manners and Customs Peculiar to the East, Especially Explanatory of the Holy Scriptures (John Harris, 1831), The Biblical Keepsake or Landscape Illustrations Consisting of the Most Remarkable Places Mentionned in the Old and New Testaments illustré par Turner et les frères William et Edward Finden (John Murray et Charles Knight, 1834-36), The Pictorial History of the Bible (Arnold, 1834-35), les Pictorial Illustrations of the Bible: Consisting of Engravings from the British Artists (John McGowan, 1834), les Murray’s Illustrations to the Bible (Charles Knight, 1834), les Cabinet Illustrations of the Holy Bible (John Van Voorst, 1834), les Illustrations of the Bible: Consisting of Views of the Most Remarkable Places and Objects Mentionned in the Old and New Testaments (William Harvey, 1835). Avec son pragmatisme et son esprit plus libéral, les univers complémentaires de la géologie, de l'archéologie, de l'histoire et de la géographie naturelles, se rencontrent pour créer un phénomène à la fois littéraire et artistique modelant lui aussi la demande dans le milieu de l'édition.[Quoi ?]
Ainsi, les révolutions du livre de la période romantique ne sont pas tant liées aux inventions diverses (presses, reliures, etc.), mais sont davantage reliées aux développement de ses sujets, de sa démocratisation de plus en plus grandissante et de cette vague bibliophile née au XVIIIe siècle. Il est utile de préciser que les éditeurs, souvent doublés des tâches de libraire, sont également marchand d'œuvres d'art, commissaires d'estampe, distributeurs et agents, puisque le livre rejoint d'autres domaines que celui de la littérature.

## Époque contemporaine

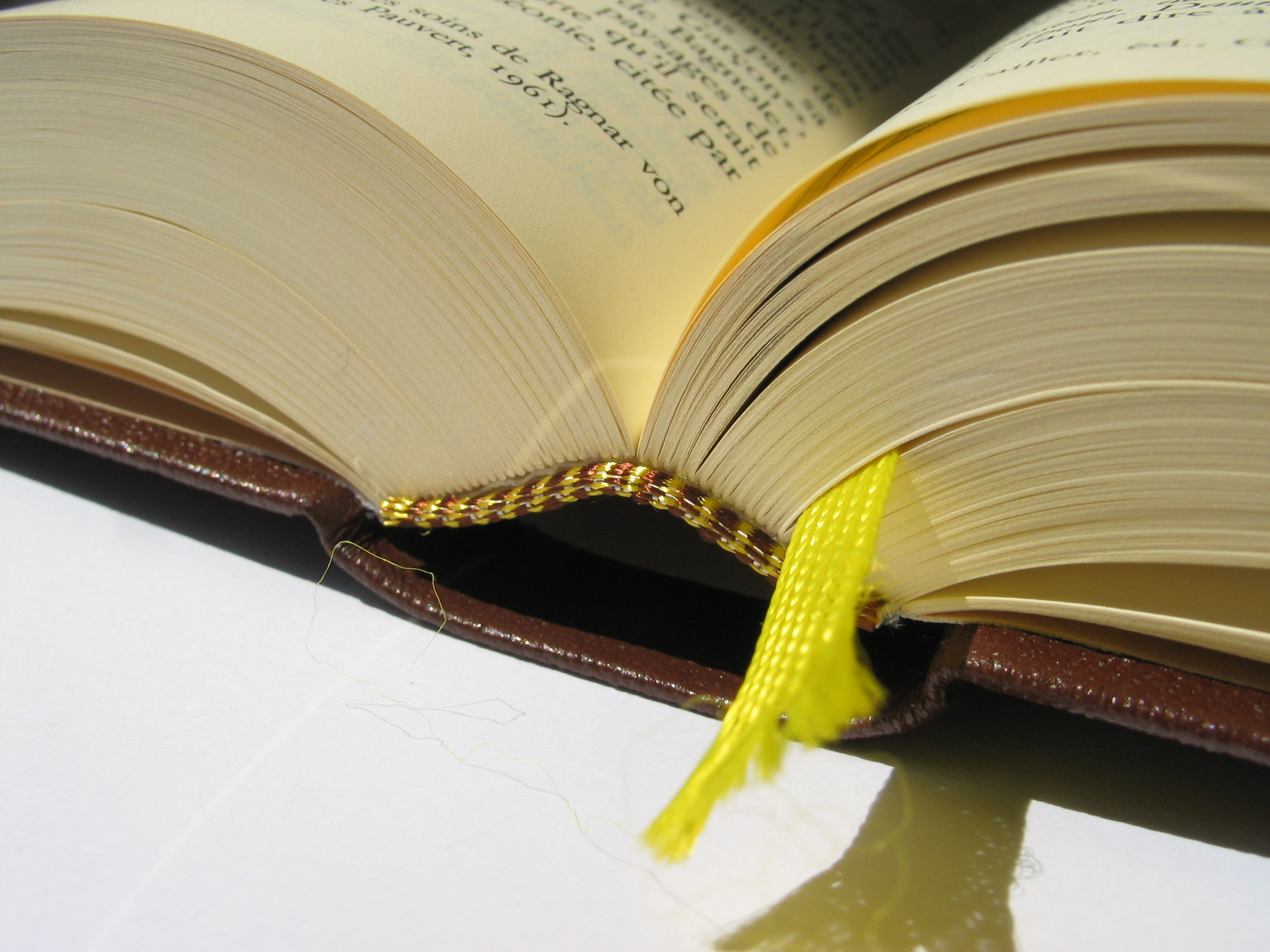
Vue sur un exemplaire de la Bibliothèque de la Pléiade.

L'introduction, un peu après 1820, de presses à imprimer fonctionnant à la vapeur, et ensuite les nouveaux moulins à papier, fonctionnant aussi à la vapeur, constituent les seules innovations majeures depuis le XVe siècle. Ensemble, elles ont fait chuter le prix des livres et augmenter grandement leur nombre. Des éléments bibliographiques nombreux, comme le positionnement et la formulation des titres et des sous-titres, ont aussi été affectés par cette nouvelle production en série. De nouveaux types de documents apparaissent plus tard au XIXe siècle : photographie, enregistrements sonores et cinéma.
À côté des éditeurs et libraires traditionnels, le club de livres naît aux États-Unis au début du XXe siècle.
Pour la période 1920-1970, l'importance croissante des nouvelles techniques de fabrication (imprimerie) et des méthodes modernes de diffusion tendent à transformer le livre en objet de consommation.
Tandis que le livre de librairie et celui édité par souscription se maintiennent, de nouvelles formes apparaissent :
- le livre d'art pour lequel l'emploi de la photographie couleur est une véritable révolution.
- à mi-chemin de l'édition de livres de bibliophilie et de livres produits en grandes séries, apparaît en France à la Libération le club de livres.
- le livre de poche auquel peuvent accéder tous les foyers.

Sur la période les structures traditionnelles, maisons d'édition et librairies de ville, conservent, même amoindrie, leur prépondérance. Néanmoins le livre broché-papier décline, le goût pour les reliures artisanales étant moins vif, tandis que le livre de poche concurrence victorieusement le broché à prix réduit.
Certains de ces livres contemporains sont désormais objet de collection pour la petite bibliophilie.
La rupture se produit dans les années 1990. La généralisation du codage numérique multimédia, qui code sous une forme unique et simple (0 ou 1) des textes, images fixes, images animées et sons est une invention sans doute aussi considérable que celle de l'écriture. L'hypertexte améliore encore l'accès à l'information. Enfin, Internet fait baisser les coûts de production et de diffusion, comme l'imprimerie à la fin du Moyen Âge.
Il est difficile de prédire l'avenir du livre. Une part importante de l'information de référence, destinée à un accès direct et non à une lecture séquentielle, comme les encyclopédies, existe de moins en moins sous forme de livre et de plus en plus sous forme de site web. Le texte se sépare de son support. Pourtant le livre numérique, ou e-book, n'a pour l'instant pas connu un grand succès, constat qu'il convient d'analyser en fonction des ventes de supports comme la liseuse ou les comportements de lecture (un mixte entre papier/écran de smartphone/ordinateur portable). On peut penser que la forme codex a encore un long avenir pour tout ce qui nécessite une lecture séquentielle, ou qui est autant un bel objet qu'un support d'information : les romans, les essais, les bandes dessinées ou les livres d'art.
En 2010, les équipes de Google Books, en analysant les bases de données de leurs serveurs, recensent près de 130 millions de titres de livres différents dans le monde.

#### Généralités par ordre chronologique
- Émile Egger, « Histoire du livre », Magasin d'éducation et de récréation volumes XXVII & XXVII, Paris, Hetzel & Cie éditeurs, 1878.
- Lucien Febvre et Henri-Jean Martin, L'apparition du livre, Paris, Albin Michel, 1958 (L'évolution de l'humanité), (plusieurs rééditions).
- Svend Dahl, Histoire du livre de l'Antiquité à nos jours, 3e éd., Paris, Lamarre-Poinat, 1967.
- Frédéric Barbier, Histoire du livre, Paris, Armand Colin, 2001 (Collection U). 2e éd., 2006  (ISBN 2-200-34711-1).
- Pascal Fouché, Daniel Péchoin et Philippe Schuwer (dir.), Dictionnaire encyclopédique du livre[40], Paris, Éditions du Cercle de la librairie, Tomes 1 à 3 + index, 2002-2011.
- Jean-François Gilmont, Le livre, du manuscrit à l'ère électronique : notes de bibliologie, Liège, Éd. du CLPCF, 1989, plusieurs rééditions.
- Alain Mercier (dir.), Les trois révolutions du livre, catalogue de l'exposition au Conservatoire national des arts et métiers, 2002-2003], Paris, Imprimerie nationale, Musée des arts et métiers, 2002  (ISBN 2-7433-0469-3) (Imprimerie nationale) et  (ISBN 2-908207-79-6) (Musée des arts et métiers).
- Bruno Blasselle, Histoire du livre, Paris, Gallimard, 2008 (coll. « Découvertes Gallimard Hors série »), première parution en 1997.
- Robert Darnton (2007), Apologie du livre. Demain, aujourd'hui, hier, tr. Jean-François Sené, Paris, 2012 (Folio essais).
- Olivier Deloignon (dir.), Jean-Marc Chatelain, Jean-Yves Mollier, D'Encre et de papier. Une histoire du livre imprimé,  (ISBN 978-2-330-15517-9), Imprimerie nationale éditions « collection arts du livre », 2021.

#### Études spécialisées
- Albert Edward Bailey, The English Bible and British and American Art, New York, American Bible Society, ca. 1948.
- Blair, A. (2021). L'entour du texte : la publication du livre savant à la Renaissance. Bibliothèque nationale de France.
- Carla Bozzolo et Ezio Ornato, Pour une histoire du livre manuscrit au Moyen Âge. Trois essais de codicologie quantitative, Paris, Éditions du CNRS, 1983.
- Le livre et l'historien : études offertes en l'honneur du professeur Henri-Jean Martin, réunies par Frédéric Barbier, Annie Parent-Charon, François Dupuigrenet Desroussilles, Claude Jolly, Dominique Varry, Genève, Droz, 1997  (ISBN 2-600-00198-0).
- Roger Chartier, Histoire de la lecture dans le monde occidental (direction avec Guglielmo Cavallo, 1997), réédition, Éditions du Seuil, Paris, 2001 (Points / Histoire »  (ISSN 0768-0457) nº H297), 587 p.  (ISBN 2-02-048700-4)
- L’illustration : essai d’iconographie, actes du séminaire du CNRS GDR 712, Paris 1992-1993 réunis par Maria Teresa Caracciolo et Ségolène Le Men, Paris, Klincksiek, 1999 (« Histoire de l'art et iconographie »).
- Jean Irigoin, Le livre grec des origines à la Renaissance, Paris, Bibliothèque nationale de France, 2001 (Conférences Léopold Delisle).
- Rémi Blachon (préf. Pierre-Jean Rémy), La gravure sur bois au XIXe siècle : l'âge du bois debout, Paris, Éditions de l'Amateur, 2001, 286 p. (ISBN 2-85917-332-3).
- Jef Tombeur, Femmes et métiers du livre : pays anglophones et francophones européens, Paris, Convention typographique ; Soignies, Talus d'approche, 2004  (ISBN 2-9517971-2-5) (Convention typographique) et  (ISBN 2-87246-099-3) (Talus d'approche).
- Jean-Pierre Thiollet, Je m'appelle Byblos, H & D, 2005.  (ISBN 2-914-26604-9)
- François Roudaut, Le Livre au XVIe siècle, éléments de bibliologie matérielle et d'histoire, Paris : H. Champion, 2003. – 206 p. ; 23 cm. – (Études et essais sur la Renaissance ; 47).  (ISBN 2-7453-0902-1)
- Alain Riffaud, Une archéologie du livre français moderne, préface d’Isabelle Pantin, Genève, Droz, 2011.
- Ch. Ruzzier et X. Hermand (éd.), Comment le Livre s'est fait livre. La fabrication des manuscrits bibliques (IVe – XVe siècle). Bilan, résultats, perspectives de recherche Turnhout, Brepols, 2015 (Bibliologia 40),  (ISBN 978-2-503-55549-2)